# Itaici (Indaiatuba)
Itaici é um bairro rural do município brasileiro de Indaiatuba, que integra a Região Metropolitana de Campinas, no interior do estado de São Paulo.

## História

### Origem
O bairro se desenvolveu ao redor da estação ferroviária, inaugurada pela Companhia Ytuana de Estradas de Ferro em 11/12/1879, embora fontes sugiram que a estação já funcionava desde 1873. Foi desativada em 1986 devido à construção da variante Boa Vista-Guaianã.

### Toponímia
O nome "Itaici" procede do tupi antigo itaysy, "fileira de pedras" (itá, pedra e ysy, fileira).

### Formação administrativa
- Decreto nº 20.086 de 18/12/1950 - Cria a 2.ª subdelegacia de polícia na localidade conhecida por Itaici, no distrito de Indaiatuba, município do mesmo nome[6].